# 侘美光彦
侘美 光彦（たくみ みつひこ、1935年1月26日 - 2004年6月20日）は、日本のマルクス経済学者。愛知県生まれ。

## 来歴
- 1958年、東京大学経済学部卒。
- 1980年 - 1995年、東京大学教授に就任。
- 1995年、東京大学名誉教授。同年より立正大学教授に就任。
- 1997年、日本学士院院賞。

## 著書
- 『「大恐慌型」不況』講談社
- 『世界大恐慌・1929年恐慌の過程と原因』御茶の水書房
- 『世界資本主義』日本評論社、1980年。

など